# Nagahisa, principe Kitashirakawa
Nagahisa Kitashirakawa (北白川宮永久王?, Kitashirakawa-no-miya Nagahisa-ō; Tokyo, 19 febbraio 1910 – Zhangjiakou, 4 settembre 1940) è stato un principe e militare giapponese, quarto capo di un ramo cadetto della famiglia imperiale del Giappone e nipote dell'imperatore Meiji.

## Primi anni di vita e formazione
Il principe Nagahisa nacque a Tokyo il 19 febbraio 1910, unico figlio maschio di Naruhisa Kitashirakawa e di sua moglie Fusako. Nel 1923, succedette al padre come capo della casa di Kitashirakawa-no-miya dopo la sua morte improvvisa in un incidente automobilistico avvenuto in Francia.

## Matrimonio e famiglia

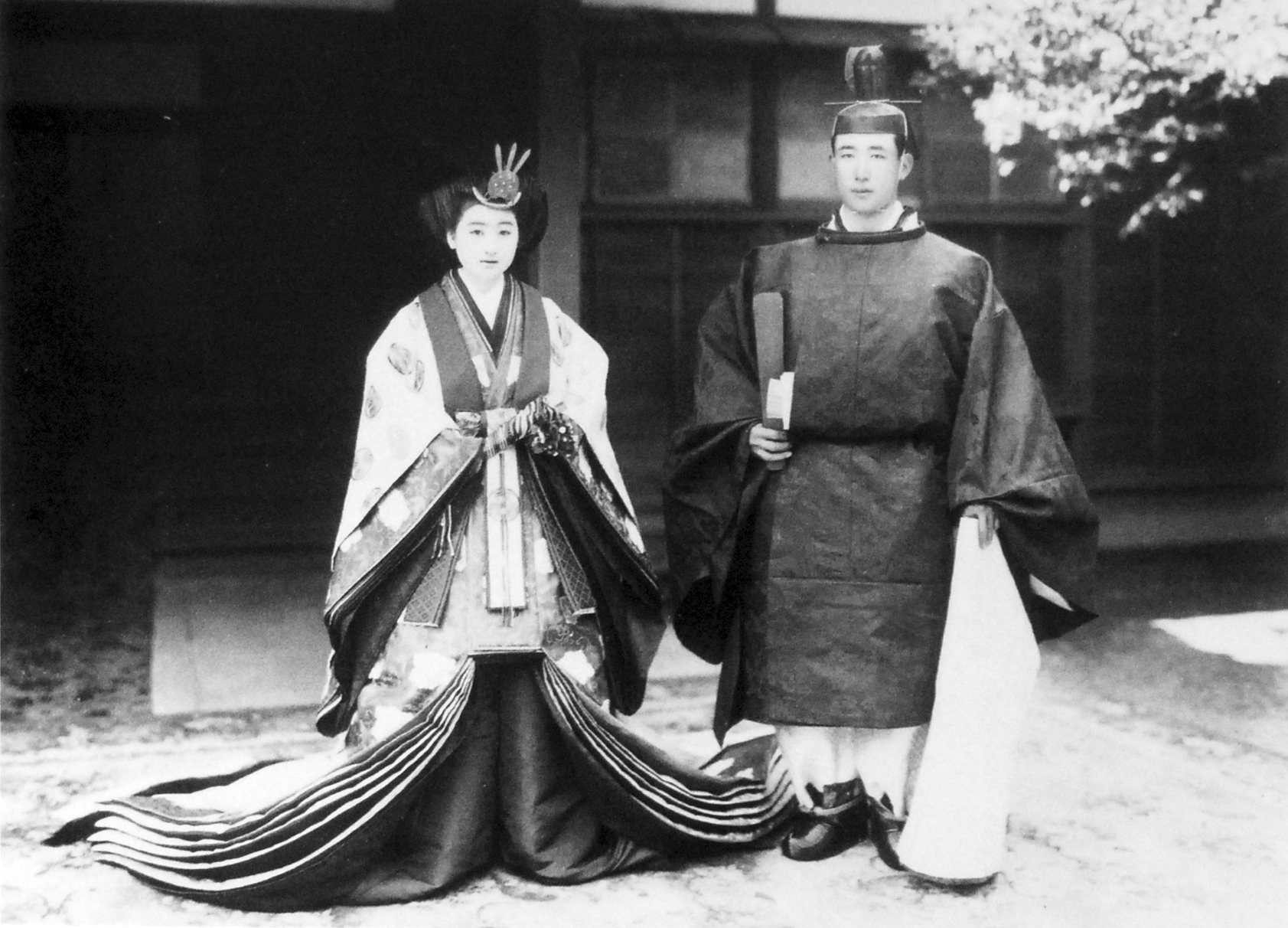
Il principe nel giorno del suo matrimonio.

Il 25 aprile 1935, sposò Sachiko Tokugawa (26 agosto 1916 - 21 gennaio 2015), figlia del barone Yoshikuni Tokugawa. I due ebbero un figlio e una figlia:
- Principe Michihisa Kitashirakawa (北白川道久 Kitashirakawa Michihisa-O?), nato il 2 maggio 1937;
- Principessa Hatsuko Kitashirakawa (肇子女王 Hatsuko Joo?), nata il 13 novembre 1939, sposò il duca Shimazu.

## Carriera militare
Nel 1921, si laureò presso la 43ª classe dell'Accademia dell'Esercito imperiale giapponese diventando sottotenente dell'artiglieria da campagna. Nel 1936, fu promosso tenente. Nel 1939, dopo la laurea nella 52ª classe della scuola di guerra, divenne capitano. Dopo l'inizio della seconda guerra sino-giapponese, il principe fu assegnato all'armata aerea della Cina settentrionale. Tuttavia, il 14 settembre 1940, morì in un incidente aereo mentre era in servizio nel Mengjiang, diventando così il primo membro della famiglia imperiale a rimanere ucciso nella seconda guerra mondiale.
Il principe ricevette una promozione postuma a maggiore e il gran cordone dell'Ordine del Crisantemo.

## Storia successiva
Nel 1947, la vedova del principe Nagahisa divenne una cittadina comune con l'abolizione dei rami cadetti della famiglia imperiale giapponese durante l'occupazione americana del Giappone. Divenne professoressa all'Università Ochanomizu, e nel 1969, entrò a servizio dell'Agenzia della Casa Imperiale. Servì per molti anni come capo delle dame di compagnia dell'imperatrice Kōjun.
Il sito del palazzo Kitashirakawa a Tokyo è oggi occupato dall'hotel Shin-Takanawa.